# De Volta
De Volta é um álbum de estúdio da dupla sertaneja brasileira Chrystian & Ralf, lançado em 2001. O álbum marca o retorno da dupla após 2 anos separados, onde cada um gravou seus CDs solo, mas não obtiveram grande êxito. Ganhou disco de platina. A canção "Chovendo Estrelas", que chegou a fazer parte da trilha sonora de uma temporada de Malhação, da TV Globo, foi mais tarde readaptada para uma nova versão mais reconhecida nas vozes da dupla Guilherme & Santiago em 2004, e a música "Labirinto" regravada pela dupla Zezé Di Camargo & Luciano em 2012.

## Faixas
| N.º            | Título                                           | Compositor(es)                                                             | Duração |  |
| 1.             | "Eu Quero Seu Amor"                              | Chrystian                                                                  | 3ː37    |  |
| 2.             | "Como Tu (Como Tu)"                              | A. Hernandez Estrada (versão: César Augusto)                               | 4ː07    |  |
| 3.             | "Penumbra"                                       | Chrystian                                                                  | 4ː02    |  |
| 4.             | "Falta Alguma Coisa"                             | César Augusto / Cecílio Nena / Reinaldo Barriga                            | 3ː35    |  |
| 5.             | "Um Cantinho do Seu Coração (Cachito)"           | Alejandro Gonzalez / José Fernando Emílio Olivera S. (versão: Cayon Gadia) | 4ː13    |  |
| 6.             | "Labirinto"                                      | Capela / Paschoal                                                          | 3ː09    |  |
| 7.             | "Pra Não Sofrer"                                 | Chrystian                                                                  | 3ː11    |  |
| 8.             | "Chovendo Estrelas (Lioviendo Estrellas)"        | Alejandro Montalban / Eduardo Reyes (versão: César Augusto)                | 3ː58    |  |
| 9.             | "Lua de Paixão"                                  | Cecílio Nena / Antônio Luiz                                                | 4ː00    |  |
| 10.            | "O Jeito Que Aprendi Amar Você"                  | Tivas / Pedro Barezzi                                                      | 3ː08    |  |
| 11.            | "Se o Vento Soprar"                              | Carlos Randall / Danimar / Tobias                                          | 3ː48    |  |
| 12.            | "Palavras São Palavras"                          | Johny Viana                                                                | 4ː16    |  |
| 13.            | "Pra Sempre em Meus Braços"                      | César Augusto / Lucas Robles / Antônio Luiz                                | 4ː23    |  |
| 14.            | "Na Rua, na Chuva, na Fazenda (Casinha de Sapé)" | Hyldon                                                                     | 3ː59    |  |
| Duração total: | Duração total:                                   | Duração total:                                                             | 53ː33   |  |

## Certificações
| Brasil (ABPD)                             | Platina | 2001 | 500.000* |
| *número de vendas baseado na certificação |         |      |          |